# Deutsche Leichtathletik-Meisterschaften 1952
Die 52. Deutschen Leichtathletik-Meisterschaften wurden am 28. und 29. Juni 1952 im Berliner Olympiastadion ausgetragen. Der frühe Termin war wegen der Olympischen Spiele in Helsinki notwendig, welche am 19. Juli begannen.

## Wettbewerbsprogramm
Der Fünfkampf der Männer, welcher bisher als sogenannter „Deutscher Fünfkampf“ aus den Disziplinen des ersten Tag des Zehnkampfs bestand, wurde erstmals durch den international üblichen Fünfkampf mit den Disziplinen Weitsprung, Speerwurf, 200 m, Diskuswurf, 1500 m ersetzt.

## Ausgelagerte Disziplinen
Wie in den Jahren zuvor wurden einige weitere Meisterschafts-Titel an verschiedenen anderen Orten vergeben:
- Waldlauf (Männer) – Bietigheim, 13. April auf einer Streckenlänge mit Einzel- und Mannschaftswertung
- Marathonlauf (Männer) – Neustadt/Weinstraße, 8. Juni mit Einzel- und Mannschaftswertung[2][3]
- 50-km-Straßengehen (Männer) – Hamburg, 8. Juni mit Einzel- und Mannschaftswertung
- Mehrkämpfe (Frauen: Fünfkampf) / (Männer: Fünfkampf und Zehnkampf), jeweils mit Einzelwertungen sowie
sämtliche Staffelläufe – Hamm, 16./17. August

## Bedeutungsaufwertung der Meisterschaften
Es waren die ersten Meisterschaften nach 1938, bei denen es für die Athleten wieder um die Qualifikation für ein internationales Großereignis ging. Bis dahin war der deutsche Sport nach dem Zweiten Weltkrieg ausgeschlossen geblieben. Von den Ausschlüssen betroffen waren die Leichtathleten bei den Leichtathletik-Europameisterschaften 1946 in Oslo und 1950 in Brüssel sowie den Olympischen Spielen 1948 in London. So hatten die Wettbewerbe einen ganz besonderen Reiz und es gab einige Rekorde zu vermelden.

## Rekorde
Ein Weltrekord (WRe) wurde egalisiert und es gab drei neue deutsche Rekorde (DR).
- Weltrekord:[4]
  - 1500-Meter-Lauf: 3:43,0 min – Werner Lueg (Sportfreunde Gevelsberg)
- Deutsche Rekorde:[5]
  - 3000 m Hindernis: 8:50,0 min – Helmut Gude (TSV Esslingen)
  - Hammerwurf: 59,44 m – Karl Storch (Borussia Fulda)
  - Kugelstoßen: 14,51 m – Gertrud Kille (SV St. Georg Hamburg)

## Medaillengewinner Männer
Die folgenden Übersichten fassen die Medaillengewinner zusammen. Eine ausführlichere Übersicht mit den jeweils ersten sechs in den einzelnen Disziplinen findet sich unter dem Link Deutsche Leichtathletik-Meisterschaften 1952/Resultate.
| Disziplin                                   | Gold                                                                             | Leistung             | Silber                                                                         | Leistung             | Bronze                                                                    | Leistung              |
| ------------------------------------------- | -------------------------------------------------------------------------------- | -------------------- | ------------------------------------------------------------------------------ | -------------------- | ------------------------------------------------------------------------- | --------------------- |
| 100 m                                       | Werner Zandt (Stuttgarter Kickers)                                               | 10,6 s000000         | Erich Fuchs (1. FC Kaiserslautern)                                             | 10,8 s00             | Franz Happernagl (ESV Ingolstadt)                                         | 10,8 s00              |
| 200 m                                       | Werner Zandt (Stuttgarter Kickers)                                               | 21,5 s000000         | Leo Lickes (CSV Marathon 1910 Krefeld)                                         | 22,0 s00             | Adolf Kluck (ASV Köln)                                                    | 22,4 s00              |
| 400 m                                       | Karl-Friedrich Haas (1. FC Nürnberg)                                             | 47,0 s000000         | Hans Geister (CSV Marathon 1910 Krefeld)                                       | 47,7 s00             | Kurt Bonah (Werder Bremen)                                                | 48,6 s00              |
| 800 m                                       | Günther Steines (TuS Rot-Weiß Koblenz)                                           | 1:49,5 min0000       | Heinz Ulzheimer (Eintracht Frankfurt)                                          | 1:50,0 min           | Klaus Wiegel (TK Hannover)                                                | 1:53,2 min            |
| 1500 m                                      | Werner Lueg (Sportfreunde Gevelsberg)                                            | 3:43,0 min WRe       | Günter Dohrow (SCC Berlin)                                                     | 3:44,8 min           | Rolf Lamers (SuS Dinslaken)                                               | 3:47,4 min            |
| 5000 m                                      | Siegfried Steller (SCC Berlin)                                                   | 14:38,6 min0000      | Walter Müller (TSV 1860 München)                                               | 14:47,0 min          | Dieter Schlegel (TS Esslingen 1890)                                       | 14:55,8 min           |
| 10.000 m                                    | Herbert Schade (Solinger LC)                                                     | 30:46,2 min0000      | Hermann Eberlein (TSV 1860 München)                                            | 31:54,6 min          | Siegfried Steller (SCC Berlin)                                            | 32:30,0 min           |
| Marathon                                    | Ludwig Warnemünde (ETSV Altona-Eidelstedt)                                       | 2:32:57 h0000000     | Dieter Engelhardt (TSV Bayer 04 Leverkusen)                                    | 2:33:40 h000         | Willy Wange (TSV Bayer 04 Leverkusen)                                     | 2:34:52 h000          |
| Marathon, Mannschaftswertung                | TSV Bayer 04 LeverkusenDieter Engelhardt Willy Wange Hans Vollbach               | 7:44:55 h0000000     | VfL Sportfreunde BerlinErnst Weber Gerhard Scholz Arno Boch                    | 8:25:51 h000         | ETSV Altona-EidelstedtLudwig Warnemünde Wilhelm Grube Theodor Meinecke    | 8:28:09 h000          |
| 110 m Hürden                                | Wolfgang Troßbach (Berliner SC)                                                  | 14,7 s000000         | Hans Zepernick (Blau-Weiß Osnabrück)                                           | 15,0 s00             | Günter Theilmann (Eintracht Frankfurt)                                    | 15,2 s00              |
| 400 m Hürden                                | Karl Kohlhoff (TuS Rot-Weiß Koblenz)                                             | 53,5 s000000         | Hans Geister (CSV Marathon 1910 Krefeld)                                       | 53,5 s00             | Kurt Bonah (Werder Bremen)                                                | 55,1 s00              |
| 3000 m Hindernis                            | Helmut Gude (TSV Esslingen)                                                      | 8:50,0 min DR0       | Günter Heßelmann (SuS Dinslaken)                                               | 9:06,6 min           | Erhard Kynast (Grün-Weiß Braunschweig)                                    | 9:13,4 min            |
| 4 × 100 m Staffel                           | Stuttgarter KickersWalter Vogt Werner Zandt Heinz Neef Roland Hänssel            | 42,7 s000000         | Eintracht FrankfurtGünter Theilmann Eckefried Becker Schäfer P. Schulz         | 42,8 s00             | TSV 1860 MünchenHans Trimpl Gerhard Luther Walter Schreiber Werner Wigner | 42,8 s00              |
| 4 × 400 m Staffel                           | CSV Marathon 1910 KrefeldGeorg Niepoth Leo Lickes Wolfgang Miedecke Hans Geister | 3:20,6 min0000       | TuS Rot-Weiß KoblenzPeter Mirkes Karl Kohlhoff Hubert Huppertz Günther Steines | 3:21,0 min           | Werder BremenKurt Bonah Rolf Köster Karl Kluge Krone                      | 3:24,5 min            |
| 3 × 1000 m Staffel                          | Berliner SCHans-Joachim Hennig Gerhard Audorf Olaf Lawrenz                       | 7:36,2 min0000       | TK HannoverDieter Lüderwald Klaus Wiegel Kurt Wien                             | 7:37,0 min           | Rot-Weiß OberhausenKarl-Heinz Surray Ernst Viebahn Karl-Friedrich Dörsing | 7:37,4 min            |
| 10.000 m Bahngehen                          | Rudolf Lüttge (Eintracht Braunschweig)                                           | 50:26,4 min0000      | Siegfried Kemper (SCC Berlin)                                                  | 51:03,8 min          | Hermann Grittner (ESV Olympia Köln)                                       | 51:25,0 min           |
| 50-km-Gehen                                 | Rudolf Lüttge (Eintracht Braunschweig)                                           | 4:38:40 h0000000     | Hermann Grittner (ESV Olympia Köln)                                            | 4:32:30 h000         | Robert Kübler (TSV Allianz Stuttgart)                                     | 4:55:15 h000          |
| 50-km-Gehen, Mannschaftswertung             | Hamburger SVEmil Griem Feucht Friedrich Prehn                                    | 15:21:02 h0000000    | WSV BraunschweigGustav Peinemann Viktor Siuda Helmut Ludwig                    | 15:28:18 h000        | Eintracht BraunschweigRudolf Lüttge Walter Stoltz Wilhelm Kneifel         | 15:36:37 h000         |
| Hochsprung                                  | Werner Bähr (Olympia Neumünster)                                                 | 1,85 m000            | Hermann Nacke (Polizei SV Kiel)                                                | 1,80 m               | Bernd Naumann (SC Frankfurt 1880)                                         | 1,80 m                |
| Stabhochsprung                              | Hanfried Oertel (TuS Rot-Weiß Koblenz)                                           | 4,00 m000            | Gustav Stührk (TSV 1860 München)                                               | 3,90 m               | Karl-Heinz Thenee (ASV Köln)                                              | 3,90 m                |
| Weitsprung                                  | Heinz Klophaus (Ohligser TV)                                                     | 7,27 m000            | Herbert Göbel (SV Korbach 09)                                                  | 7,27 m               | Erhard Mallek (DTSG 1874 Hannover)                                        | 7,19 m                |
| Dreisprung                                  | Werner Bodenhagen (MTV Wolfenbüttel)                                             | 14,69 m000           | Kurt Trozowski (TuS Jahn Werdohl)                                              | 14,61 m              | Rudolf Waneck (TSV 1860 München)                                          | 14,05 m               |
| Kugelstoßen                                 | Werner Theurer (SpVgg. Feuerbach)                                                | 15,17 m000           | Walter Janssen (TSG Westerstede)                                               | 14,58 m              | Fritz Riese (Eintracht Frankfurt)                                         | 14,14 m               |
| Diskuswurf                                  | Josef Hipp (TSG Balingen)                                                        | 48,28 m000           | Heinz Rosendahl (Schwarz-Weiß Radevormwald)                                    | 45,75 m              | Gustav Marktanner (Stuttgarter Kickers)                                   | 45,20 m               |
| Hammerwurf                                  | Karl Storch (Borussia Fulda)                                                     | 59,44 m DR           | Karl Wolf (Karlsruher TV 1846)                                                 | 56,48 m              | Erwin Blask (Grünweiß Frankfurt)                                          | 53,71 m               |
| Speerwurf                                   | Herbert Koschel (TuS Rot-Weiß Koblenz)                                           | 66,73 m000           | Hermann Rieder (TSV 1860 München)                                              | 64,71 m              | Emil Sick (Stuttgarter Kickers)                                           | 63,88 m               |
| Fünfkampf, 1952er W. 2. Zeile: 1985er Wert. | Horst Bodenstein (TK Hannover)                                                   | 2843 P (3289 P)      | Helmut Wilshaus (Hammer SpVg)                                                  | 2588 P (3116 P)      | Manfred Hübscher (Sportfreunde Siegen)                                    | 2547 P (3081 P)       |
| Zehnkampf, 1952er W. 2. Zeile: 1985er Wert. | Josef Hipp (TSG Balingen)                                                        | 6011 P (6453 P)      | Heinz Oberbeck (MTV Braunschweig)                                              | 5702 P (6203 P)      | Wigo Biffart (TSG Neustadt)                                               | 5392 P (6027 P)       |
| Waldlauf – 7914 m                           | Hermann Eberlein (TSV 1860 München)                                              | 24:39,0 min0090      | Klaus Metz (LG Eintracht Frankfurt)                                            | 24:48,8 min          | Erich Kruzycki (SC Victoria Hamburg)                                      | 24:59,6 min           |
| Waldlauf, Mannschaftswertung                | TSV 1860 MünchenHermann Eberlein Walter Müller Hans Glöckler                     | 12 P (Plätze 1/6/15) | Hamburger SVLudwig Rögener Klaus Ketelsen Gerd Saß                             | 15 P (Plätze 8/9/10) | OSC BerlinOttomar Kusserow Ströfer Hermann Brecht                         | 21 P (Plätze 7/11/17) |

## Medaillengewinnerinnen Frauen
| Disziplin                                      | Gold                                                                             | Leistung        | Silber                                                          | Leistung        | Bronze                                                                                       | Leistung        |
| ---------------------------------------------- | -------------------------------------------------------------------------------- | --------------- | --------------------------------------------------------------- | --------------- | -------------------------------------------------------------------------------------------- | --------------- |
| 100 m                                          | Maria Sander geb. Domagala (SuS 09 Dinslaken)                                    | 11,8 s          | Helga Klein (SG Mannheim)                                       | 12,0 s          | Marga Petersen (Werder Bremen)                                                               | 12,2 s          |
| 200 m                                          | Helga Klein (SG Mannheim)                                                        | 24,5 s          | Maria Sander geb. Domagala (SuS 09 Dinslaken)                   | 24,6 s          | Karin Fehring (MTV München von 1879)                                                         | 25,5 s          |
| 80 m Hürden                                    | Maria Sander geb. Domagala (SuS 09 Dinslaken)                                    | 11,2 s          | Anneliese Seonbuchner (1. FC Nürnberg)                          | 11,4 s          | Zenta Gastl (MTV München von 1879)                                                           | 11,7 s          |
| 4 × 100 m Staffel                              | Werder BremenHelga Kluge geb. Huhn Marga Petersen Lotte Oppolzer Margot Gundlach | 49,1 s          | SCC BerlinUrsula Tobien Wittich Ursula Klopfleisch Ursel Krämer | 50,0 s          | 1. FC NürnbergWilhelmine Schubert Anneliese Seonbuchner Helma Horlacher Lotte Wackersreuther | 50,1 s          |
| Hochsprung                                     | Toni Butz (TG Geislingen)                                                        | 1,57 m000       | Hildegard Gerschler (Freiburger FC)                             | 1,54 m          | Ursula Schmückle (TSG Ulm 1846) / Ilse Steckelmann (Osnabrücker TV)                          | 1,54 m          |
| Weitsprung                                     | Irmgard Schmelzer (KSV Hessen Kassel)                                            | 5,71 m000       | Leni Hofknecht (Turnerschaft Bayreuth)                          | 5,63 m          | Elfriede von Nitzsch (TK Hannover)                                                           | 5,63 m          |
| Kugelstoßen                                    | Gertrud Kille (SV St. Georg Hamburg)                                             | 14,61 m DR      | Marianne Werner geb. Schulze-Entrup (SSV Wuppertal)             | 14,26 m         | Dorothea Kreß (Holstein Kiel)                                                                | 13,26 m         |
| Diskuswurf                                     | Marianne Werner geb. Schulze-Entrup (SSV Wuppertal)                              | 46,35 m000      | Hannelore Klute (ASV Köln)                                      | 41,25 m         | Gerda Hagen (Post-SV Düsseldorf)                                                             | 40,97 m         |
| Speerwurf                                      | Jutta Krüger (SSC Südwest Berlin)                                                | 44,35 m000      | Ingeborg Bausenwein geb. Plank (1. FC Nürnberg)                 | 42,94 m         | Marlies Müller (TuS Rot-Weiß Koblenz)                                                        | 42,91 m         |
| Fünfkampf, offiz. Wert. 2. Zeile: 1955er Wert. | Maria Sander geb. Domagala (SuS 09 Dinslaken)                                    | 3832 P (4393 P) | Anneliese Seonbuchner (1. FC Nürnberg)                          | 3470 P (4164 P) | Regina Lorberg (TK Hannover)                                                                 | 3190 P (4020 P) |

## Videolink
- Filmausschnitte u. a. von den Deutschen Leichtathletikmeisterschaften auf filmothek.bundesarchiv.de, Bereich: 7:11 min bis 8:01 min, abgerufen am 30. März 2021